# Nioki
Nioki är en ort i Kongo-Kinshasa. Den ligger i provinsen Mai-Ndombe, i den västra delen av landet, 300 km nordost om huvudstaden Kinshasa.